# Myškin
Myškin (rusky Мышкин) je město v Jaroslavské oblasti Ruské federace. Při sčítání lidu v roce 2010 mělo bezmála šest tisíc obyvatel.

## Poloha
Myškin leží na levém břehu Volhy naproti místu, kde do Volhy ústí řeka Juchoť, přibližně čtyřicet kilometrů jižně od Rybinské přehrady. Od Jaroslavle je město vzdáleno přibližně 85 kilometrů na severozápad a od Moskvy přibližně 233 kilometrů na severovýchod.